# Reserva Nacional Las Chinchillas
Die Reserva Nacional Las Chinchillas liegt nahe der Stadt Illapel im Kleinen Norden Chiles. Sie dient vor allem dem Schutz des Langschwanz-Chinchillas. Das Reservat liegt in einer Halbwüste zwischen Gebirgsketten. Es gibt keine dauerhaften Flussläufe, allerdings führen einige Schluchten saisonal Wasser.

## Flora
Im Park kommen vor allem Sträucher und Kakteen vor. Darunter seltene Vorkommen von Carboncillo und dem Guayacán-Strauch.

## Fauna
Neben dem namensgebenden Chinchilla kommen weitere seltene Arten im Reservat vor. Darunter der Puma, die Elegante Fettschwanzbeutelratte, das Coruro, Pampaskatze und das Zwergtegu.

## Besuch
Der Park umfasst ein Besucherzentrum, selbiges ist auch nachts geöffnet, damit die nachtaktiven Tiere beobachtet werden können. Außerdem existieren zwei Wanderwege. Ein leichter Weg mit einer Länge von 500 m und einer mit einer Länge von 2,5 km. Für letzteren müssen etwa 1,5 Stunden eingeplant werden.